# Bundesgebührengesetz
Das Gesetz über Gebühren und Auslagen des Bundes (kurz: Bundesgebührengesetz, BGebG) ist das am 15. August 2013 in Kraft getretene zentrale Gesetz zur Regelung der Erhebung von Verwaltungsgebühren und Auslagen im Rahmen der öffentlich-rechtlichen Verwaltungstätigkeit der Behörden des Bundes und der bundesunmittelbaren Körperschaften, Anstalten und Stiftungen des öffentlichen Rechts.

## Geschichte
Es wurde als Artikel 1 des Gesetzes zur Strukturreform des Gebührenrechts des Bundes am 6. Juni 2013 in der Fassung des Vermittlungsausschusses vom Bundestag mit Zustimmung des Bundesrates beschlossen, 7. August 2013 von Bundespräsident, Bundeskanzlerin und Bundesinnenminister ausgefertigt und trat am 15. August 2013 im Bundesgesetzblatt bekannt gemacht. Mit seinem Inkrafttreten zum 15. August 2013 löste es das Verwaltungskostengesetz des Bundes vom 23. Juni 1970 ab, welches mit Inkrafttreten des Gesetzes zur Strukturreform des Gebührenrechts des Bundes gemäß dessen Art. 5 Absatz 1 Satz 2 außer Kraft trat.

## Inhalt

### Zielsetzung
Ziel des Gesetzes ist, das gesamte Gebührenrecht des Bundes zu modernisieren, zu bereinigen und zu vereinheitlichen und so übersichtlicher und anwendungsfreundlicher zu machen. Fachgesetze und -verordnungen des Bundes sollen hinsichtlich des Gebührenrechts entlastet werden, indem allgemeinen Regelungen zusammenfasst, eine zentrale Ermächtigungsgrundlage für die Erhebung von Gebühren geschaffen und die Bestimmungen der Fachgesetze hinsichtlich der Gebührentatbestände in einheitlich aufgebauten Besonderen Gebührenverordnungen gebündelt werden. Das BMI war das erste Bundesministerium das seine Besondere Gebührenverordnung zum 1. Oktober 2019 erlassen hat. Darin werden die Gebührentatbestände der BPOL, der BDBOS, des BSI, des BfDI sowie des BKA und des BVA zentral gebündelt. Die Berechnung der Gebührensätze erfolgte durch das Statistische Bundesamt. Die anderen Bundesministerien müssen bis zum 1. Oktober 2021 ihre Besonderen Gebührenverordnungen erstellt haben.
Im Zusammenspiel mit der Allgemeinen Gebührenverordnung wird dadurch eine klare und handhabbare Kalkulation der Gebühren ermöglicht und das Kostendeckungsprinzip gestärkt werden. Es richtet das Gebührenrecht in Abkehr zum bisherigen Verwaltungskostengesetz auf die Erfordernisse betriebswirtschaftlicher Grundsätze aus.

### Regelungsumfang
Das Gesetz berechtigt die Behörden des Bundes und die bundesunmittelbaren Körperschaften, Anstalten und Stiftungen des öffentlichen Rechts zur Erhebung von Gebühren und Auslagen für individuell zurechenbare öffentliche Leistungen. Die Behörden des Bundes und die bundesunmittelbaren Körperschaften, Anstalten und Stiftungen des öffentlichen Rechts treten hierbei als Gebührengläubiger auf, die zur Zahlung der Gebühren und Auslagen Verpflichteten als Gebührenschuldner.
Das Gesetz regelt die Entstehung der Gebührenschuld, die sachliche und persönliche Gebührenfreiheit, die Bemessung und Festsetzung der Gebühren und deren Fälligkeit. Hinsichtlich der Stundung, Niederschlagung und Erlass von Gebührenforderungen verweist es auf die Bundeshaushaltsordnung. Zur Vorgabe der Höhe der Gebühren sieht es den Erlass von Gebührenverordnungen vor.

### Änderungen gegenüber dem Verwaltungskostengesetz
Anders als das bisherige Verwaltungskostengesetz des Bundes knüpft das Bundesgebührengesetz nicht mehr an eine Amtshandlung einer Bundesbehörde als gebührenauslösenden Tatbestand an, sondern an eine sogenannte individuell zurechenbare öffentliche Leistung einer Bundesbehörde oder einer bundesunmittelbaren Körperschaft oder Anstalt. Damit sind auch begrifflich nur noch öffentlich-rechtliche Handlungen erfasst, die Außenwirkung entfalten (vgl. § 3 Abs. 1 BGebG).
Die Gebührenschuld entsteht nunmehr grundsätzlich mit Beendigung der gebührenauslösenden Leistung, auf den Eingang eines Antrags bei antragsgebundenen Leistungen kommt es insoweit nicht mehr an. Festsetzungs- und Beitreibungsverjährung werden klarer als bisher getrennt.
Der Fälligkeitszeitpunkt wurde vom Bekanntmachungsdatum auf 10 Tage nach Bekanntmachung der Gebührenfestsetzung verschoben, soweit die Behörde keinen späteren Zeitpunkt festlegt.

## Verhältnis zum Landesrecht
Mangels Gesetzgebungskompetenz des Bundes für die Landesbehörden gilt das Bundesgebührengesetz nur auf Bundesebene (vgl. Art. 70 Abs. 1, Art. 83, Art. 85, Art. 104a GG). In den Ländern bestehen aber ähnliche Landesgebührengesetze und Landesverwaltungskostengesetze, die zum Teil seit einiger Zeit eine vergleichbare Terminologie verwenden (vgl. Landesgebührengesetz Baden-Württemberg oder Thüringer Verwaltungskostengesetz). Die Mehrheit der Länder stellt aber nach wie vor auf die Amtshandlung ab, wenn auch zunehmend mit dem Element der "individuellen Zurechenbarkeit" erweitert (vgl. Kostengesetz Bayern oder Hessisches Verwaltungskostengesetz). Abgesehen davon stimmen die Regelungen in materieller Hinsicht aber weitgehend überein. Somit ist das Gebührenrecht nunmehr auf Landes- und Bundesrecht weitgehend angeglichen und konsolidiert.